# Yuri Shaporin
Yuri Alexándrovich Shaporin (en ruso: Юрий (Георгий) Александрович Шапорин, Hlújiv, Ucrania, 15 de octubrejul./ 27 de octubre de 1887greg.-Moscú, 9 de diciembre de 1966) prolífico compositor y director de orquesta soviético.

## Biografía
Nacido en el Óblast de Sumy (actualmente Ucrania), su madre era pianista y su padre pintor. Aprendió de muy joven a tocar el piano y el violonchelo y estudió secundaria en San Petersburgo. Se matriculó para estudiar filosofía en la Universidad de Kyiv y más tarde derecho en la Universidad de San Petersburgo. Además comenzó sus estudios musicales en el Conservatorio de San Petersburgo en 1913 donde se graduó en 1918. Aprendió instrumentación con William Steinberg y lectura de partituras con Nikolái Cherepnín. En esta ciudad dirigió teatros de segundo orden  entre 1919-28. Más tarde (1924-32), fue miembro de la junta directiva de la federación Teatral Soviética y dirigió la edición de la revista Tritono (desde 1924). Entre 1926-30 fue presidente de la Asociación de Música Contemporánea.
Se trasladó a Moscú en 1936, donde se dedicó a la docencia; entró al Conservatorio en calidad de profesor adjunto en 1938 y poco después (1939), titular. En 1948 participó en el Congreso Internacional de Compositores de Praga. Desde 1952 fue secretario de la Unión de compositores soviéticos. La Unión Soviética lo distinguió con los más altos honores: Orden de la Estrella Roja (1940), Medalla del Trabajo (1943), nombramiento de Artista del Pueblo de la URSS (artes escénicas) (1954), Orden de Lenin (1957) y tres premios Stalin.
La cantidad de sus obras es realmente grandiosa: en ellas se notan influencias de Borden, Chaikovski y Rajmáninov. Fiel al socialismo, es autor además de óperas de inspiración política como "Paulina Gebl".